# Smadar Monsinos
Smadar Monsinos (Haifa, 12 februari 1971) is een Nederlandse actrice, zangeres, musicalactrice en tv-presentator van Israëlische afkomst.

## Biografie
Smadar studeerde aan 'De Trap' en 'Het Collectie' in Amsterdam waar ze bij Setske Mostraerdt zangles kreeg, ze heeft psychologie gestudeerd aan de Universiteit van Amsterdam, haar vwo-diploma heeft ze in haar geboorteland Israël behaald.
In 1996 speelde ze voor het eerst in de familiemusical Wie heet er nou Bons, hierna speelde ze nog in andere musicals: in De tovenaar van Oz, Anatevka, Fame en in het toneelstuk Aan de Vooravond. In 2001-2002 speelde ze Liselore in de musical De Griezelbus, voor die rol werd Smadar in 2002 genomineerd voor de John Kraaijkamp Musical Award voor haar beste bijrol.
Naast haar carrière als musical-actrice speelde ze ook nog als actrice voor televisieseries. Haar grootste en bekendste rol die ze gedaan heeft is die van Ria in Het Grote Sinterklaasverhaal die ze in 2000 vertolkte en werd uitgezonden in 27 delen.
In 2000 produceerde ze zelf een benefiet-musical voor de slachtoffers van de aardbeving van Turkije, waar ook enkele familieleden van haar betrokken waren. In 2001 was ze te zien als panellid op de NCRV-special over het 50-jarig bestaan van de televisie. Ook heeft ze in bedrijfsfilms meegespeeld voor onder meer Nederlandse Spoorwegen, PTT, de ABN AMRO Group en Xerox en heeft ze ook meegedaan in commercials van PTT en Dreft. In 2001 presenteerde ze Lunchroom voor RTL 4.
Op dit moment woont Smadar een aantal jaar in Israël, waar ze daar veel theater maakt en optreedt. Ook houdt ze zich bezig met spirituele zaken.

## Musical
- 2006 - Jungleboek - Mowgli en het regenwoud
- 2001 - De griezelbus
- 2000 - Aan de vooravond
- 1999 - Fame de musical
- 1998 - Anatevka
- 1997 - Feest!
- 1996 - Wie heet er nou Bons?

## Televisie
- 2004 - Costa!
- 2001 - Schiet mij maar lek
- 2000-2006 - As Told by Ginger (stem)
- 2000 - Het Grote Sinterklaasverhaal
- 1997 - Fort Alpha
- 1995-1996 - Oppassen!!!
- 1995 - Goede tijden, slechte tijden – Kamermeisje
- 1994 - Vrouwenvleugel